# حكاية ميزو (مسلسل)
حكاية ميزو مسلسل فكاهي مصري، إنتج عام 1977 بطولة سمير غانم و فردوس عبد الحميد ، إسعاد يونس ، حسين الشربيني ، نعيمة وصفي و سامي فهمي ، موسيقى عزت أبو عوف من تأليف لينين الرملي وإخراج محمد أباظة.

## قصة المسلسل
معتز أبو العز والشهير باسم (ميزو) شاب مستهتر ورث عن ابيه ثروة، أنفقها في اللهو ومطاردة الفتيات، مما أدى إلى إفلاسه، يتعرف عن طريق الصدفة على (نفيسة) الفتاة الغنية الساذجة فيحاول أن يستميلها نحوه ويخدعها باسم الحب، لتتصاعد الأحداث.